# Sexcrime (Nineteen Eighty-Four)
Sexcrime (Nineteen Eighty-Four) is een nummer van het Britse new waveduo Eurythmics uit 1984. Het is de eerste single van hun vierde studioalbum 1984 (For the Love of Big Brother).
Het nummer werd wereldwijd een grote hit. In het Verenigd Koninkrijk kwam het nummer op de 4e positie terecht. In Nederland was de plaat op vrijdag 2 november 1984 Veronica Alarmschijf op Hilversum 3 en werd een enorme hit. De plaat behaalde de 10e positie in de Nederlandse Top 40 en de 12e positie in de Nationale Hitparade. In België bereikte de plaat de 3e positie in de Vlaamse Radio 2 Top 30.